# Himatione
Himatione är ett litet fågelsläkte i familjen finkar inom ordningen tättingar: Släktet omfattar numera två arter, varav en utdöd, med utbredning i Hawaiiöarna:
- Apapane (H. sanguinea)
- Laysan-apapane (H. fraithii) – utdöd

Laysan-apapane betraktades tidigare som en underart till apapane.